# A.S. Siracusa
AS Siracusa là một câu lạc bộ bóng đá Ý được thành lập vào năm 1924. Năm 1995, đội đầu tiên của câu lạc bộ đã bị rút khỏi các giải đấu chuyên nghiệp. Tuy nhiên, câu lạc bộ vẫn hoạt động trong một học viện trẻ cho đến khoảng năm 2005, khi một công ty mới AS Siracusa Calcio 1924 Srl.
Associazione Amici del Siracusa, một hiệp hội văn hóa, hiện đang sở hữu quyền sử dụng logo và tên của câu lạc bộ. Paolo Giuliano, tổng giám đốc của Messina, là chủ tịch của hiệp hội. Tuy nhiên, không có câu lạc bộ bóng đá nào gửi bất kỳ hồ sơ dự thầu nào để sử dụng logo cho mùa giải 2014-15.

## Lịch sử